# Hypodacnella ventrale
Hypodacnella ventrale is een keversoort uit de familie dwerghoutkevers (Cerylonidae). De wetenschappelijke naam van de soort werd in 1921 gepubliceerd door Arthur Mills Lea.